# Gustaf Cavalli (militär)
Lars Gustaf Cavalli, född den 18 april 1854 i Agunnaryds socken, Kronobergs län, död den 28 februari 1928 i Malmö, var en svensk militär. Han var far till Erik och Evert Cavalli.
Cavalli blev underlöjtnant vid Kronobergs regemente 1874, löjtnant där 1882 och kapten där 1896  samt major vid regementet 1902 och i regementets reserv 1910. Han befordrades till överstelöjtnant i armén sistnämnda år. Cavalli blev överkontrollör vid brännvins- och maltdryckstillverkningen i Malmöhus län 1909. Han blev riddare av Svärdsorden 1897. Cavalli viar på Sankt Pauli norra kyrkogård i Malmö.